# Léonard Huard de Saint-Aubin
Léonard Huard de Saint-Aubin, eigentlich Léonard Jean Aubry Huard de Saint-Aubin (* 11. Januar 1770 in Villedieu-les-Poêles, Département Manche; † 7. September 1812 bei Borodino) war ein französischer Général de brigade.

## Leben
Huard war der dritte Sohn von Thomas Huard de Saint-Aubin, einem verdienten Offizier der Gendarmerie nationale und dessen Ehefrau Marie Renée Lemonnier des Roches.
Schon früh von den Idealen der Revolution begeistert, trat Huard am 8. März 1792 in die Armee ein. Dort machte er sehr schnell Karriere: am 24. August desselben Jahres wurde er zum Capitaine befördert und sechzehn Tage später wr er bereits Chef de bataillon.
Huard nahm 1796 an Napoleons Italienfeldzug teil. 1809 beteiligte er sich an der Niederschlagung des Tiroler Volksaufstandes (→Andreas Hofer).
1812 folgte er Napoleon I. auf dessen Russlandfeldzug teil. Während der Schlacht bei Borodino (7. September 1812) fiel Léonard Huard de Saint-Aubin im Alter von 42 Jahren. Seine letzte Ruhestätte fand er am Rande des Schlachtfeldes.

## Ehrungen
- 1808 Ordre royal des Deux-Siciles
- 1809 Commandeur der Ehrenlegion
- Sein Name findet sich am nördlichen Pfeiler (9. Spalte) des Triumphbogens am Place Charles-de-Gaulle Paris.
- Die Rue Général Huard in Villedieu-les-Poêles wurde ihm zu Ehren benannt